# Zulkifli Abdhir
Zulkifli Abdhir, noto anche con lo pseudonimo di Marwan (in arabo ذو الكفل بن الهر‎?; Muar, 1966 – Tukanalipao, 25 gennaio 2015), è stato un terrorista malese, a lungo uno degli più ricercati dall'FBI.

## Biografia
L'FBI offrì una ricompensa di 5 milioni di dollari per informazioni utili alla sua cattura. Esperto di bombe, lavorò per conto di diversi gruppi terroristici, in particolare nel sud-est asiatico. Fu inoltre sospettato di essere uno dei fondatori del Kumpulan Mujahidin Malaysia e membro del Jemaah Islamiyah, quest'ultimo legato ad Al Qaida. Nel corso dell'ultima parte della sua vita si nascose nella regione filippina di Mindanao sotto la protezione del gruppo islamista BIFF.
Fu inizialmente creduto morto nel 2012 in seguito ad un attacco aereo da parte dell'esercito filippino nell'isola di Jolo a Mindanao, ma il suo corpo non fu mai ritrovato. Successivamente tali teorie furono screditate e nuove notizie sulle sue attività riemersero. Assieme al gruppo Jemaah Islamiyah, fu sospettato di aver pianificato un attentato nei confronti di Papa Francesco nel corso del suo viaggio apostolico nelle Filippine dal 15 al 19 gennaio 2015.
Nel frattempo, la Polizia nazionale filippina, tramite le operazioni delle forze speciali (Special Action Force o SAF), implementò l'Oplan Exodus, una missione che aveva come obbiettivo la sua cattura dopo che erano emerse notizie sulla sua presunta latitanza nella città di Tukanalipao, Mamasapano. Tale operazione portò alla sua morte il 25 gennaio del medesimo anno, in seguito ad un raid da parte delle forze speciali che culminò nella strage di Mamasapano. La sua uccisione fu successivamente confermata da un test del DNA effettuato dall'FBI.